# Corrhenispia cylindrica
Corrhenispia cylindrica là một loài bọ cánh cứng trong họ Cerambycidae.